# Wetmorella tanakai
Wetmorella tanakai és una espècie de peix de la família dels làbrids i de l'ordre dels perciformes.

## Morfologia
Els mascles poden assolir els 3,7 cm de longitud total.

## Distribució geogràfica
Es troba a les Filipines i Indonèsia.